# Parorthomeria alexis
Parorthomeria alexis is een wandelende tak uit de familie Aschiphasmatidae. De wetenschappelijke naam van deze soort is voor het eerst voorgesteld als Aschipasma alexis door John Obadiah Westwood in een publicatie uit 1859.
De soort komt voor op Borneo (Sarawak).